# Lewis Goldberg
Lewis R. Goldberg é um psicólogo de personalidade americano e professor emérito da Universidade de Oregon. Ele está intimamente associado à hipótese lexical de que qualquer característica de personalidade culturalmente importante será representada na linguagem dessa cultura. Essa hipótese levou a uma estrutura de cinco fatores de adjetivos de traços de personalidade (que ele chamou de Big 5). Quando aplicada a itens de personalidade, essa estrutura também é conhecida como modelo de cinco fatores (FFM) da personalidade. Ele é o criador do Pool Internacional de Itens de Personalidade (IPIP) um site que fornece medidas de personalidade de domínio público.

## Educação
Lew Goldberg nasceu em Chicago, Illinois, em 28 de janeiro de 1932. Sua educação inicial ocorreu na escola primária Bret Harte, em Chicago, e na Highland Park High School, em Highland Park, Illinois. Em 1953, Goldberg recebeu um AB em relações sociais da Universidade de Harvard. Ele ganhou um Ph.D. em psicologia pela Universidade de Michigan em 1958, onde seu Ph.D. o orientador foi E. Lowell Kelly; Kelly deu a Goldberg treinamento na metodologia de avaliação quantitativa da personalidade.

## Carreira acadêmica
Como um estudante de pós-graduação avançado em Michigan, Goldberg conheceu Warren T. Norman, um novo professor assistente, que se tornou amigo e colaborador por toda a vida em questões de estrutura e avaliação da personalidade. Seu trabalho inicial em conjunto sobre a generalidade do Big 5 e o trabalho subsequente sobre a hipótese lexical tiveram um grande impacto no desenvolvimento de um modelo consensual de personalidade. Depois de receber seu doutorado, Goldberg tornou-se professor assistente visitante na Universidade de Stanford. Desde 1960, leciona na Universidade de Oregon, onde é professor emérito. Ele é um cientista sênior do Oregon Research Institute, onde realiza pesquisas desde 1961.
De 1962 a 1966, Goldberg atuou como oficial de seleção de campo do Corpo de Paz dos Estados Unidos. Em 1966, tornou-se professor Fulbright na Universidade de Nijmegen, na Holanda. Em 1970, ele passou um ano como professor visitante na Universidade da Califórnia, Berkeley.
Em 1974, ele voltou a ser professor da Fulbright na Universidade de Istambul, na Turquia. De 1980 a 1986, atuou como consultor na Divisão de Inteligência do Serviço Secreto dos Estados Unidos. Ele foi membro do Instituto Holandês de Estudos Avançados de 1981 a 1982.
Goldberg publicou mais de 100 artigos de pesquisa. Ele também ganhou três prêmios de realização vitalícia: o Jack Block Award por contribuições extraordinárias à pesquisa de personalidade da Sociedade de Personalidade e Psicologia Social (SPSP) (2006), o Saul Sells Award por contribuições extraordinárias à pesquisa multivariada da Society of Multivariate Experimental Psychology (SMEP) (2006) e, mais recentemente, o Prêmio Bruno Klopfer por contribuições destacadas para avaliação da personalidade da Society for Personality Assessment (SPA) (2009).

## Estrutura e Medição da Personalidade
Ao longo de sua carreira, Goldberg fez contribuições substanciais para a medição da personalidade. Seu trabalho inicial examinou a estrutura multidimensional de descritores adjetivos, amostrados de trabalhos lexicais anteriores de Norman. Essa foi uma contribuição importante, sugerindo que os "cinco grandes" fatores de classificação por pares poderiam ser identificados em adjetivos que representam uma amostra do léxico. Trabalhos subsequentes sobre a hipótese lexical, em colaboração com dois renomados estudiosos holandeses, sugeriram que a estrutura poderia ser vista como um conjunto de circumplexos embutidos no espaço cinco dimensões.
Mais recentemente, Goldberg e seus colegas lançaram o International Personality Item Pool um "colaborativo" internacional que contém mais de 3.000 hastes de itens curtos, resumindo o conteúdo de muitos inventários de personalidade. Pelo menos 250 escalas separadas foram desenvolvidas a partir dos itens do IPIP, e pelo menos alguns dos itens foram traduzidos para mais de 35 idiomas. Os dados de validade para essas escalas vêm de uma amostra longitudinal de aproximadamente 800 voluntários da comunidade nas cidades de Eugene e Springfield, no Oregon. Esses participantes levaram os itens do IPIP, bem como instrumentos proprietários para medir características temperamentais, interesses ocupacionais e várias atividades. Goldberg, em seu espírito tipicamente aberto da ciência colaborativa, fornece os dados da amostra de Eugene-Springfield para pesquisadores interessados.
Com sua colega Sarah Hampson, Goldberg iniciou um acompanhamento de 40 anos a um estudo iniciado por John Digman na Universidade do Havaí. Este estudo está examinando os resultados de saúde na idade adulta média, associados à classificação da personalidade no ensino médio.

## Conselhos e comitês
Goldberg atuou no Comitê de Revisão de Pesquisa em Personalidade e Cognição e no Comitê de Revisão de Pesquisa em Cognição, Emoção e Personalidade do Instituto Nacional de Saúde Mental e no Comitê de Pesquisa da Junta de Exame de Registro.

Goldberg já atuou anteriormente como presidente da Sociedade de Psicologia Experimental Multivariada (1974-1975) e da Associação de Pesquisa em Personalidade (2004-2006). Ele é membro da American Psychological Association, da Association for Psychological Science e da Society for Personality and Social Psychology.